# I'm Fakin
«I'm Fakin» es una canción de la cantante estadounidense Sabrina Carpenter de su tercer álbum de estudio Singular: Act II (2019). La canción se estrenó por Hollywood Records como el segundo sencillo promocional del álbum el 12 de julio de 2019. 

## Antecedentes y lanzamiento
Durante la presentación de Carpenter en la serie de conciertos de verano en el programa de televisión Good Morning America el 5 de julio de 2019, los asistentes al concierto fueron lanzados desde el aire un clip de la canción y un mensaje diciendo que sería estrenado el 12 de julio de 2019. Ni Hollywood Records, ni Carpenter confirmaron o negaron la información, esto hasta el 11 de julio de 2019, cuando el tema se estrenó en la media noche.
El 29 de julio de 2019, «I'm Fakin» se interpretó en BBC Radio 1 como parte de la lista de reproducción Best New Pop.

## Composición
La canción fue escrita por Carpenter, Jackson Morgan, Katie Pearlman y los productores de canciones Mauricio Rengifo y Andrés Torres. Musicalmente, «I'm Fakin» con una duración de dos minutos y cincuenta y cinco segundos, contiene un ritmo dance-pop y house tropical. Líricamente tiene letras que discuten los altibajos de una relación.

## Recepción y crítica
Mike Neid, de Idolator, dijo que es "una de las canciones más pegadizas que hemos escuchado de su álbum" y que es un "bop irresistible y relatable".

## Historial de lanzamiento
| País   | Fecha                | Formato                     | Discográfica      | Ref.         |
| ------ | -------------------- | --------------------------- | ----------------- | ------------ |
| Varios | 12 de julio de 20190 | Descarga digital, Streaming | Hollywood Records | [ 9 ] [ 10 ] |